# Бранислав Борота
Др Бранислав Борота (Бечеј, 29. август 1888 – Нови Сад, 10. октобар 1945) био је српски правник, градоначелник и први председник општине Нови Сад.

## Биографија
Основну школу завршио у Бечеју. Образовање наставља у Сегедину, где упоредо похађа гиманзију и музичку школу (одсек за виолину). Право студирао у Будимпешти, где је дипломирао 1911. године, а докторирао 1914. године. Као студент био функционер Кола младих Срба у Будимпешти.
По завршетку студија радио као војни судија у Будимпешти (1912-1922), а потом се сели у Нови Сад. Судија Апелационог и Касационог суда у Новом Саду био од 1922. до 1924 године. Каријеру наставља као правни референт и секретар Продуктне и ефектне берзе (1924-1927).
За градоначелника Новог Сада постављен јуна 1927. године, а октобра 1934. изабран за првог председника општине и ту функцију обављао до краја 1936, када је пензионисан. За време његовог мандата Нови Сад је почео да се развија и добија савремена урбана обележја. Реформисана је градска управа, а општинске службе оспособљене за ефикаснији рад. Изведени су обимни комунални радови. Подигнуто је више јавних зграда, међу којима и неколико школа. У многим улицама су постављени нови коловози, преуређена пијаца, булеваром и друмско-пешачким мостом је град повезан са Петроварадином. Изграђен је каћки насип, исушено и обезбеђено од поплава Ратно острво, чиме је око 6.000 јутара плодне земље претворено у оранице.
Од 1936. до 1941. се бавио адвокатуром. За време мађарске окупације у Другом светском рату одбио да положи заклетву на мађарски устав, и био лишен права да се бави адвокатуром. После ослобођења 1944. године па до смрти налазио се на дужности саветника у Градској штедионици.
Преводио правну литературу са светских језика.
Био оснивач и председник Градске штедионице у Новом Саду, која је почела са радом 1927. године, председник Водне задруге у Новом Саду, почасни председник Српског народног позоришта, потпредседник Аеро клуба, почасни председник Савеза културних друштава и Српског занатлијског певачког друштва Невен у Новом Саду.
Одликован Орденом Светог Саве III, IV и V степена и Орденом Југословенске круне IV степена.
Био резервни капетан I класе.